# Flora Sandes

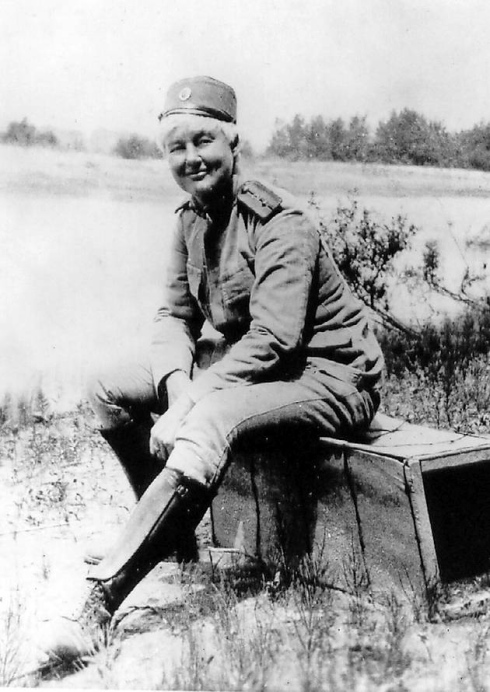
Flora Sandes, 1918

 Flora Sandes (* 22. Januar 1876 in Nether Poppleton, Yorkshire, England; † 24. November 1956 in Ipswich, Suffolk, England) war eine britische Krankenschwester und Soldatin, die im Ersten Weltkrieg als Mitglied der Königlich Serbischen Armee diente. Sie war die einzige Britin, die in diesem Krieg offiziell als Soldatin diente.

## Leben und Werk
Sandes war die jüngste Tochter von Sophia Julia (geb. Besnar) und dem Pfarrer Samuel Dickson Sandes (1822–1914). Als sie neun Jahre alt war, zog die Familie nach Marlesford in Suffolk und später nach Thornton Heath, in der Nähe von Croydon, Surrey. Als Kind wurde sie von Gouvernanten erzogen, lernte später Autofahren und fuhr einen alten französischen Rennwagen. Sie nahm eine Stelle als Sekretärin an und erhielt 1907 eine Erste-Hilfe-Ausbildung bei der First Aid Nursing Yeomanry (FANY). 1910 verließ sie die FANY und schloss sich der Frauenorganisation Women’s Sick & Wounded Convoy an, die von Mabel St. Clair Stobart gegründet worden war.

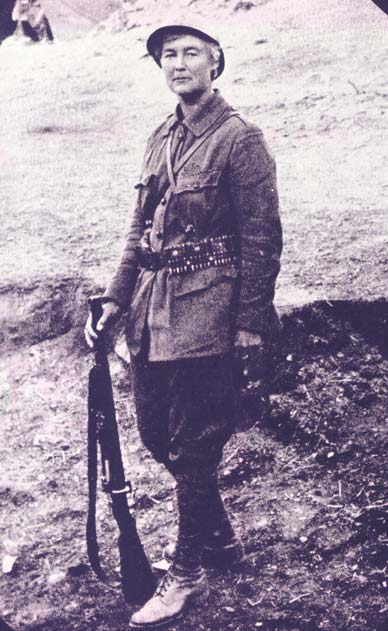
Flora Sandes während des Ersten Weltkrieges

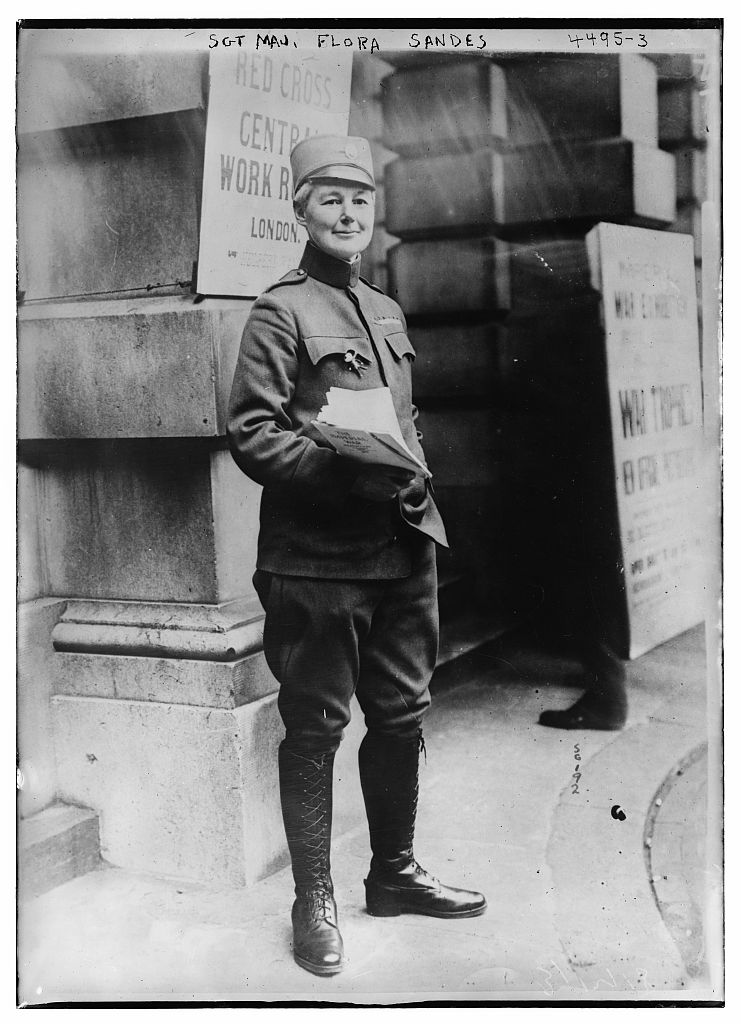
Sgt. Major Flora Sandes

## Einsatz in Serbien
Der Women’s Sick & Wounded Convoy wurde 1912 während des Ersten Balkankrieges in Serbien und Bulgarien eingesetzt. Bei Ausbruch des Ersten Weltkriegs meldete Sandes sich 1914 freiwillig als Krankenschwester, wurde aber wegen mangelnder Qualifikation abgelehnt. Sie schloss sich der von Mabel Grouitch gebildeten St.-John-Ambulance-Einheit an, die größtenteils aus amerikanischen Freiwilligen bestand. Sie verließ am 12. August 1914 London, trat dem Serbischen Roten Kreuz bei und arbeitete in einem Krankenwagen für das 2. Infanterieregiment der serbischen Armee.
Sandes arbeitete in dem First Reserve Hospital, wo sieben englische Krankenschwestern mit serbischen Ärzten zusammenarbeiteten, um mehr als 1000 kranke und verwundete Soldaten zu versorgen. Nach drei Monaten kehrte sie nach London zurück und sammelte landesweit in sechs Wochen mehr als 2000 Pfund für die medizinische Versorgung. Sie kehrte in Begleitung der amerikanischen Krankenschwester Emily Simmonds nach Serbien zurück. In Valjevo, wo die Sterberate der Typhusopfer auf 70 Prozent anstieg und täglich mehr als 200 starben, arbeitete sie als Krankenschwester und Krankenhausverwalterin. Obwohl sie nur als Krankenschwester qualifiziert war, führte sie bald kleinere Operationen durch.

## Militärische Karriere

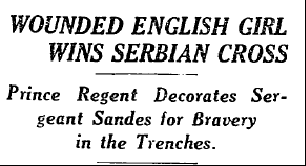
Zeitungsausschnitt der New York Times, der über die Auszeichnung von Flora Sandes für ihren Dienst in der serbischen Armee berichtet

Während des serbischen Rückzugs nach Albanien wurde Sandes von General Miloš Vasić als Gefreite eingeschrieben. Sie war nicht die einzige Frau in der serbischen Armee. Im britischen Field Hospital lernte sie die serbische Soldatin Milunka Savić als Patientin kennen.
1916 wurde sie während des serbischen Vorstoßes auf Bitola im Nahkampf durch eine Granate schwer verletzt. Verwundet erhielt sie den goldenen und silbernen Orden des Karađorđe-Sterns mit automatischer Beförderung zum Sergeant Major und später zum Second Lieutenant. 1916 veröffentlichte sie ihre Autobiographie An English Woman-Sergeant in the Serbian Army.

„Daß eine Engländerin in diesem Kriege als Sergeant mitgekämpft hat, erfährt man jetzt aus einem in London erschienenen Buch, in dem die Engländerin Miß Flora Sandes ihre Memoiren niedergelegt hat. Sie bekleidete in der 4. Kompanie des 2. serbischen Infanterieregiments den Rang eines Sergeanten und hat den Rückzug der serbischen Armee mitgemacht. Ursprünglich leistete Miß Sandes allerdings nur die Dienste einer Krankenpflegerin, dann aber beteiligte sie sich mit dem Gewehr in der Hand an Rückzugsgefechten als Soldat; bei dieser Gelegenheit wurde sie eben wegen ihres tapferen Verhaltens zum Sergeanten befördert.“

Während Flora Sandes sich noch von ihren Verletzungen erholte, unternahm sie eine Vortragstour zur Spendensammlung durch die YMCA-Lager entlang der Westfront. Sie kehrte nach einem Ausbruch der Spanischen Grippe nach Serbien zurück und eröffnete in der Nähe von Belgrad ein Krankenhaus für infizierte Soldaten. Am Ende des Krieges wurde sie als Offizierin eingesetzt und war damit die erste weibliche Offizierin der serbischen Armee. Sie nahm an der Endoffensive gegen die österreichischen und bulgarischen Streitkräfte teil und wurde am 31. Oktober 1922 demobilisiert.
Nach mehr als sechs Jahren Dienst in der serbischen Armee und im Rang eines Hauptmanns ließ sich Sandes in Belgrad nieder. Am 14. Mai 1927 heiratete sie einen Offizierskollegen und ehemaligen General der Russischen Weißen Armee, Juri Wladimowitsch Judenitsch. Das Paar lebte für einige Zeit in Frankreich, kehrte aber nach Serbien zurück, das zu diesem Zeitpunkt Teil des Königreichs Jugoslawien war. Sie lebten in Belgrad. Sandes fuhr dort unter anderem das erste Taxi Belgrads, erwarb einen Schnellbootführerschein, unterrichtete Englisch und veröffentlichte eine zweite Autobiographie.
1941 wurde sie erneut zum Dienst eingezogen, aber nach der Bombardierung Belgrads wurden sie und ihr Mann von den Deutschen kurzzeitig interniert, bevor sie auf Bewährung freigelassen wurden. Ihr Ehemann starb im September 1941 und sie kehrte über Südafrika nach England zurück.
1954 folgte sie einer Einladung der Saloniki Reunion Association und besuchte Belgrad zum letzten Mal. Sie starb 1956 an Gelbsucht im East Suffolk and Ipswich Hospital und ihre Asche wurde im Garden of Remembrance verstreut. In der St. Andrew’s Church in Marlesford ist ihr eine Gedenktafel im Chorgestühl gewidmet.

## Auszeichnungen und Ehrungen
- Orden des Karađorđe-Sterns
- St.-Sava-Orden[5]

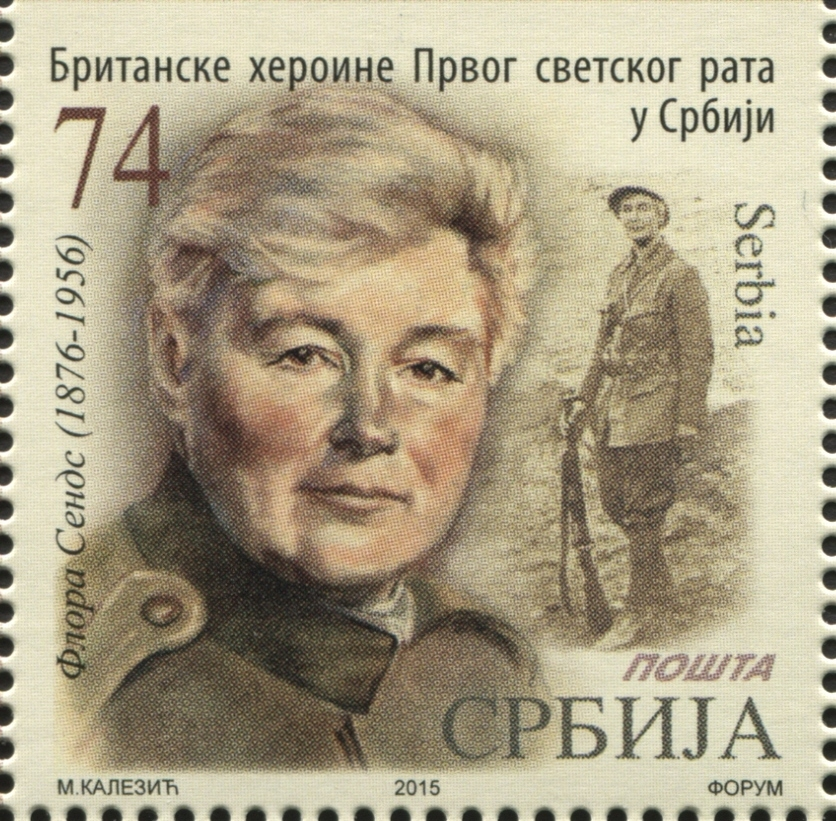
Inschrift der Briefmarke: „Britische Heldinnen des Ersten Weltkriegs in Serbien. Flora Sandes“

- 1920 fertigte die Bildhauerin Alice Meredith Williams ein bemaltes Gipsmodell von Flora Sandes für das Imperial War Museum an.
- 2009 wurde eine Straße in Belgrad nach ihr benannt.[6]
- 2015 wurde eine serbische Briefmarke herausgegeben, um ihre Arbeit während des Krieges zu ehren.
- Ihr zu Ehren gab es in Thornton Heath früher einen Wetherspoon-Pub namens „The Flora Sandes“. Er wurde 2018 geschlossen.[7]
- Der letzte Track des Albums England Green and England Grey von Reg Meuross trägt den Titel The Ballad of Flora Sandes und ist eine Interpretation ihres Lebens.
- Der Fernsehfilm Our Englishwoman wurde 1997 nach der Biografie von Flora Sandes und unter der Regie von Slobodan Radovitch vom serbischen Rundfunk Radio-Televizija Srbije (RTS) produziert.[8]

## Veröffentlichungen
- 1916: An English Woman-Sergeant in the Serbian Army. Nabu Press, 2013, ISBN 978-1-295-40581-7.
- 1927: The autobiography of a woman soldier: a brief adventure with the Serbian army. Isha Books, 2013, ISBN 978-93-3318368-0.